# Брежинью (Пернамбуку)
Брежинью (порт. Brejinho) — муниципалитет в Бразилии, входит в штат Пернамбуку. Составная часть мезорегиона Сертан штата Пернамбуку. Входит в экономико-статистический микрорегион Вали-ду-Пажеу. Население составляет 7214 человека на 2004 год. Занимает площадь 85,199 км².

## География
Климат местности: тропический.